# 1924 en santé et médecine
| Années de la santé et de la médecine : 1921 - 1922 - 1923 - 1924 - 1925 - 1926 - 1927    |
| Décennies de la santé et de la médecine : 1890 - 1900 - 1910 - 1920 - 1930 - 1940 - 1950 |

Cet article présente les faits marquants de l'année 1924 en santé et médecine.

## Événements
- 9 janvier : François Varay, médecin-chef de l'hôpital, fonde la Clinique générale d’Annecy[1].
- 25 janvier : création à Paris de l’Office international des épizooties (OIE)[2].
- 2 février : dans le laboratoire de chimie thérapeutique de l'Institut Pasteur, Ernest Fourneau élucide la formule de la suramine, jusqu'alors tenue secrète par les laboratoires de l'entreprise allemande IG Farben[3].
- 10 mars : ordonnance monégasque étendant aux professions de dentiste, de pharmacien et de sage-femme l'ordonnance du 1er avril 1921, modifiée le 16 janvier 1922, sur l'exercice de la médecine[4].
- 26 avril : loi française « assurant l'emploi obligatoire des mutilés de guerre[5] », qui n'entrera en vigueur que par le décret du 9 juin 1928[6].
- 1er mai : Louis-Ferdinand Céline soutient sa thèse de doctorat en médecine sur La Vie et l'Œuvre de Philippe Ignace Semmelweis.
- 5 mai : loi française « autorisant l'accès à la rééducation professionnelle à titre onéreux des mutilés du travail[7] ».
- 17 mai : fondation de la Société suédoise de radiologie médicale[8].
- 1er juin : les médecins Arsène d'Arsonval, Pierre Bazy[9], Alexandre Desgrez, Charles Richet père, Hyacinthe Vincent et Fernand Widal sont parmi les quarante-deux membres de l'Académie des sciences à signer un manifeste recommandant l'espéranto comme langue scientifique internationale[10].
- 2 août : l'Académie royale de médecine de Belgique est dotée de la personnalité juridique[11].
- 10 août : loi française « tendant à fixer la valeur des titres locaux pour l'exercice de la médecine, de la pharmacie et de l'art dentaire dans le Bas-Rhin, le Haut-Rhin et la Moselle[12] ».
- 9 septembre : à l'occasion de son 8e congrès, tenu à Québec, l'Association des médecins de langue française de l'Amérique du Nord, aujourd'hui Médecins francophones du Canada, se constitue en société[13].
- 6-11 octobre : le 33e congrès de chirurgie se tient à Paris sous la présidence de Théodore Tuffier[14].
- Décembre : à Niamey, le médecin Robert Bourgeon démissionne de la Croisière noire ; il sera remplacé par le naturaliste Eugène Bergonier[15].

Sans date
- Dernier cas recensé de rage humaine acquise sur le territoire français métropolitain[16].
- Le chirurgien américain William Coley (en) met au point un procédé d'immunisation contre le cancer par injection de streptocoques, procédé appelé vaccin de Coley dont l'efficacité reste contestée en 2016 et la commercialisation interdite dans plusieurs pays[17],[18],[19].
- Rio Hortega  et Penfield établissent que l'oligodendrocyte est une cellule gliale d'origine ectodermique[20],[21],[22].
- Le gynécologue japonais Kyusaku Ogino découvre la loi qui porte son nom (loi d'Ogino), sur laquelle s'appuiera quatre ans plus tard, contre l'avis du japonais, son collègue autrichien Hermann Knaus pour mettre au point la méthode dite « des cycles » ou « du calendrier » ou, malgré le désaveu d'Ogino, d'« Ogino-Knaus », abrégé en « méthode Ogino ».
- Le chirurgien René Leriche succède à Louis Sencert à la chaire de clinique chirurgicale de la faculté de médecine de Strasbourg, d'où il va créer la première école de physiologie vasculaire, formant de nombreux élèves, tant étrangers que français, parmi lesquels on peut citer René Fontaine, Jean Kunlin, Michael DeBakey ou Jean Cid Dos Santos[23].
- Pour la première fois, un patient survit à une embolectomie pulmonaire, pratiquée par le chirurgien allemand Martin Kirschner, élève de Friedrich Trendelenburg[24].
- Burton J. Lee et Norman E. Tannenbaum décrivent pour la première fois le cancer inflammatoire du sein[25],[26].
- L. Berger décrit pour la première fois le neuroblastome olfactif, sous le terme d'esthésio-neuroépithéliome olfactif[27],[28].
- Fondation de l’École centrale d'agriculture de Thor, en Haïti, devenue en 1968 faculté d'agronomie et de médecine vétérinaire[29].
- Charles Cot met en place à Paris le Service de secours médical aux asphyxiés, dont il base les interventions sur trois « principes » : sauvetage, secourisme et soins médicaux, et trois « opérations » : extraction du milieu agressif, gestes de survie et hospitalisation[30].
- Création, à Berck, dans le Pas-de-Calais, de la Fédération nationale des blessés du poumon et des chirurgicaux, par fusion de l'Association nationale des blessés du poumon et de la Fédération nationale des tuberculeux osseux[31].
- Fondation de l'école de pharmacie, devenue faculté de pharmacie, de l'université Laval[32].
- Fondation, à Fort-de-France, de l'Asile des vieillards, devenu Hospice puis Centre Emma Ventura[33].
- Création du Centre Paul-Papin d'Angers, devenu Institut de cancérologie de l'Ouest par fusion avec le Centre René-Gauducheau de Nantes[34].
- Création de la Fédération des Unions hospitalières de France.
- Création de l'Office commercial pharmaceutique, entreprise française spécialisée dans la distribution des produits pharmaceutiques.

## Publications
- Jules Romains, Knock ou le Triomphe de la médecine, pièce en trois actes représentée pour la première fois le 15 décembre de l'année précédente[35].
- Julien Duvivier, tourne L'Œuvre immortelle, long-métrage dont l'intrigue se déroule dans le milieu de la recherche médicale[36].
- Jean Benoit-Lévy, Technique des autopsies[37], enregistrement d'autopsies pratiquées sous la direction de Roger Leroux « suivant la méthode Roussy et Ameuille[38],[39] ».

## Naissances
Janvier
- 2 janvier :
  - François Chapeville, vétérinaire, pharmacologue et biochimiste français d'origine polonaise.
  - Andreas Rett (mort en 1997), neurologue et neuropédiatre autrichien.
- 11 janvier : Roger Guillemin, endocrinologue français naturalisé américain, lauréat des prix Lasker et Nobel.
- 22 janvier : Michel Lobrot, psychopédagogue français.
- 28 janvier : Jean Le Boulch (mort en 2001), professeur d'éducation physique, médecin et psychologue français.
- 29 janvier : Guy Rosolato (mort en 2012), psychiatre et psychanalyste français.

Février
- 10 février : Maurice Abiven (mort en 2007), interniste français, pionnier de la pratique des soins palliatifs en France.
- 11 février : Germán Bastidas (mort en 2011), agronome et généticien autodidacte équatorien, spécialiste de la culture sélective de la pomme de terre.
- 18 février : Humberto Fernández Morán (mort en 1999), neurologue et neuropathologiste vénézuélien.
- 21 février : Guy Marcoux (mort en 2011), médecin et homme politique québécois.
- 25 février : Hugh Huxley (mort en 2013), biologiste britannique, spécialiste du tissu musculaire.
- 27 février : Noel Kempff Mercado (mort en 1986), naturaliste bolivien, spécialiste de l'apiculture assassiné par des narcotraficants.

Mars
- 4 mars : Adrien Gagnon (mort en 2011), entrepreneur naturopathe autodidacte, fondateur d'une entreprise de production et de diffusion de produits de santé et de produits de régime[40].
- 5 mars : Jean Oury (mort en 2014), psychiatre et psychanalyste français, figure de la psychothérapie institutionnelle.
- 11 mars : Franco Basaglia  (mort en 1980), psychiatre italien, fondateur du mouvement de la psychiatrie démocratique.
- 12 mars : Conrad Stein (mort en 2010), psychiatre et psychanalyste français d'origine allemande.
- 16 mars : Gaston Naessens, biologiste français, auteur contesté d'une « théorie des somatides », condamné pour exercice illégal de la médecine[41].
- 17 mars : Willy Peers (mort en 1980), gynécologue obstétricien belge, défenseur de la dépénalisation de l'avortement.
- 22 mars : Pierre Bois, médecin québécois.
- 25 mars : William Fry (mort en 2014), psychiatre américain, membre fondateur de l'école de Palo Alto.

Avril
- 3 avril : Mario Trevi (mort en 2011), psychologue italien d'obédience jungienne, fondateur du Centro Italiano di Psicologia Analitica.
- 10 avril : Émeric Deutsch (mort en 2009), sociologue et psychanalyste français d'origine hongroise.
- 11 avril : Jean Noël Desmarais (mort en 1995), radiologue et homme politique canadien.
- 12 avril : Peter Safar (mort en 2003), anesthésiste-réanimateur autrichien, pionnier de la réanimation cardio-pulmonaire.
- 13 avril :
  - Pierre Bastien (mort en 2006), médecin français, connu pour ses recherches controversées sur l'empoisonnement par les champignons du genre Amanite.
  - Roger Misès (mort en 2013), psychanalyste et pédopsychiatre, résistant français.
- 18 avril : Georges Primo, chirurgien belge.
- 19 avril : Rolando Toro Araneda (mort en 2010), anthropologue et psychologue chilien, spécialiste de l'anthropologie de la santé.
- 28 avril : Ginette Raimbault (morte en 2014), psychanalyste française, spécialiste des enfants malades.
- 29 avril : Annette Chalut, médecin et résistante française.

Mai
- 18 mai : Lucien Neuwirth (mort en 2013), homme politique français, connu pour avoir proposé la loi Neuwirth autorisant la contraception et notamment la contraception orale.
- 20 mai : Paul-Claude Racamier (mort en 1996), psychiatre et psychanalyste français.
- 22 mai : Jean-Charles Gille-Maisani (mort en 1995), ingénieur, psychiatre et psychologue français émigré au Canada.
- 23 mai : Flora Groult (morte en 2001), femme de lettres et journaliste française, militante du droit à l'avortement.
- 25 mai : Carel de Wet (mort en 2004), médecin, diplomate et homme politique sud-africain.
- 26 mai : Pierre Magnenat (mort en 2009), médecin et homme de lettres suisse.
- 27 mai : Jaime Lusinchi (mort en 2014), médecin et homme d'État vénézuélien, président de la République de 1984 à 1989.

Juin
- 3 juin : Torsten Wiesel, neurobiologiste suédois, lauréat du prix Nobel de médecine en 1981..
- 21 juin : Jean Laplanche (mort en 2012), psychanalyste français, philosophe de formation.
- 25 juin : Mohamed Benhima (mort en 1992), médecin et homme d'État marocain, Premier ministre du 7 juillet 1967 au 6 octobre 1969..
- 28 juin : Constant Burg (mort en 1998), radiologue et biologiste français.
- 29 juin : Roy Walford (mort en 2004), médecin américain.

Juillet
- 4 juillet : Arthur Moulin, vétérinaire et homme politique français.
- 6 juillet : Serge Leclaire (mort en 1994), psychiatre et psychanalyste français.
- 11 juillet : Giuseppe Bonaviri (mort en 2009), médecin et homme de lettres italien.
- 14 juillet : James Black (mort en 2010), médecin et pharmacologue écossais, lauréat du prix Nobel de médecine en 1988.
- 15 juillet :
  - Peter Armitage, staticien anglais, spécialiste des statistiques médicales.
  - David Cox, statisticien britannique, auteur de la régression de Cox, utilisée par la recherche médicale dans l'analyse des données de survie.
- 17 juillet : Jean Moulin, vétérinaire et homme politique français.
- 18 juillet : Dragoljub Vukotic (mort en 1997), militant sourd, président de la Fédération mondiale des sourds de 1955 à 1983.
- 21 juillet : Masud Khan (mort en 1989), psychanalyste pakistanais.
- 24 juillet : Paul Meier (mort en 2011), biostatisticien américain, auteur de l'estimateur de Kaplan-Meier.
- 27 juillet : Arnold Müller (mort en 2006), vétérinaire et homme politique suisse.
- 30 juillet : Désiré Aerts (mort en 1997), vétérinaire, zoologiste et acteur belgo-canadien.

Août
- 2 août : Vladeta Jerotic, psychiatre et homme de lettres serbe.
- 5 août : Gilles Bertrand, neurochirurgien québécois.
- 19 août : Olivier Sabouraud (mort en 2006), neurologue français, spécialiste des troubles du langage.
- 20 août : Mircea Steriade (mort en 2006), neurophysiologiste québécois.
- 21 août : Arthur Janov (né en 1921 ou 1924), psychologue américain, auteur de la thérapie primale.

Septembre
- 4 septembre : Simone Iff (morte en 2014), militante française du droit à l'avortement.
- 7 septembre : Wladimir Granoff (mort en 2000), psychiatre et psychanalyste français.
- 8 septembre : Jacqueline Domergue (morte en 1957), infirmière pilote, secouriste de l'air et parachutiste française.
- 19 septembre : Jacques Lusseyran (mort en 1971), aveugle à huit ans, victime de la ségrégation des handicapés sous Vichy, résistant, déporté, puis professeur de lettres et de philosophie aux États-Unis.

Octobre
- 10 octobre : Évelyne Sullerot, sociologue française, cofondatrice de la Maternité heureuse.
- 17 octobre : Jean Bernard (mort en 2007), vétérinaire et homme politique français.
- 19 octobre : James Wyngaarden (mort en 2019), médecin et administrateur universitaire américain.
- 27 octobre :
  - Alain Bombard (mort en 2005), médecin et biologiste français, spécialiste de la survie en mer.
  - Eric Worrell (mort en 1987), herpétologiste australien, spécialiste de la production de sérum anti-venimeux.

Novembre
- 2 novembre : Pierre Huguenard (mort en 2006), médecin français, l'un des fondateurs de l'anesthésie moderne.
- 11 novembre : Luis Martín Santos (mort en 1964), homme de lettres et psychiatre espagnol.
- 15 novembre : Alexander Rich (mort en 2015), médecin, biologiste et biophysicien américain.
- 16 novembre : Roger Monier (mort en 2008), biologiste français, connu pour ses contributions à la recherche sur le cancer.
- 28 novembre : Jacques Lecomte (mort en 2008), biologiste, entomologiste et naturaliste français, pionnier de la protection de l'environnement.

Décembre
- 9 décembre : Paul Bénard (mort en 1987), homme politique français, pharmacien de profession.
- 15 décembre : Robert Stoller (mort en 1991), psychiatre et psychanalyste français, introducteur de la distinction entre sexe et genre.
- 22 décembre : Robert Levillain (mort en 1994), médecin français, l'un des pionniers des soins palliatifs en France.

Sans date
- Geneviève Appell, psychologue clinicienne française, spécialiste du développement infantile.
- Yvonne Artaud (morte en 2009), chirurgienne-dentiste de formation, psychologue, pédagogue et éthologue française.
- Jean Couture, médecin québécois.
- Otto Kuchel, médecin québécois d'origine tchécoslovaque.
- Alain Le Hir (mort en 2007), pharmacien et pharmacologue français.
- Jacqueline Verdeau-Paillès (morte en 2010), neuropsychiatre française.

## Décès
- Février : Émile Vallin (né en 1833), médecin militaire français.
- 7 septembre : Hilde Mangold (née en 1898), embryologiste allemande.